# Javorina (Západní Tatry)
Javorina (polsky Jaworzyńska Kopa, 1277 m n. m.) je hora v Západních Tatrách na Slovensku. Nachází se v hlavním hřebeni mezi Beskydem (950 m n. m.) na severozápadě a Malou Bielou skalou (1316 m n. m.) na východě. Beskyd je oddělen Vyšným Hutianským sedlem, Malá Biela skala bezejmenným sedlem. Jižní svahy hory spadají do Suché doliny. Javorina představuje svorník, ze kterého vybíhá jihozápadním směrem dlouhý boční hřeben směřující přes sedlo Javorina, vrchol Holica (1314 m n. m.) a Kvačianske sedlo až k Ostrému vrchu (1128 m n. m., Chočské vrchy). Javorinu pokrývají vzrostlé lesy, pouze vrcholová část je na jihovýchodní straně tvořena strmým vápencovým skaliskem, které vyčnívá nad vrcholky stromů. Podle této skály je hora dobře rozpoznatelná.